# Медзьно (гміна)
Гміна Медзьно (пол. Gmina Miedźno) — сільська гміна у південній Польщі. Належить до Клобуцького повіту Сілезького воєводства.
Станом на 31 грудня 2011 у гміні проживало 7640 осіб.

## Територія
Згідно з даними за 2007 рік площа гміни становила 113.17 км², у тому числі:
- орні землі: 52.00%
- ліси: 42.00%

Таким чином, площа гміни становить 12.73% площі повіту.

## Населення
Станом на 31 грудня 2011:
| Опис     | Загалом | Загалом | Чоловіки | Чоловіки | Жінки | Жінки |
| -------- | ------- | ------- | -------- | -------- | ----- | ----- |
| одиниця  | осіб    | %       | осіб     | %        | осіб  | %     |
| все      | 7640    | 100     | 3754     | 49.14    | 3886  | 50.86 |
| міське   | 0       | 100     | 0        |          | 0     |       |
| сільське | 7640    | 100     | 3754     | 49.14    | 3886  | 50.86 |

## Сусідні гміни
Гміна Медзьно межує з такими гмінами: Клобуцьк, Миканув, Нова Бжежниця, Опатув, Попув.